# 山下莉緒
山下莉緒（1992年10月10日—）是日本女模特兒、演員，德島縣德島市出生，所屬經紀公司為Stardust Promotion。本名非公開，為藝人大塚千弘的妹妹。

## 經歷
- 2004年，小學時看了日劇《Orange Days》女主角柴咲幸的演出，便決定要成為女藝人。
- 2006年，為了想要進去柴咲幸所屬的Stardust Promotion經紀公司，參加了該經紀公司的徵選會。
- 2006年，成功成為了Stardust Promotion的旗下藝人。
- 2007年3月，被選為『三井Rehouse』（三井のリハウス）的第十二代廣告女主角。
- 2007年4月，開始擔當日本時尚雜誌《Hana chu》的專屬模特兒。
- 2007年6月，《戀愛的星期日》第三篇「搬家」扮演原本的角色，參與《東京少女 山下莉緒》連續劇的初次主演。
- 2008年11月，參加愛的劇場40週年紀念電視劇《love letter》的演出，也是首次參與電視劇演出。
- 2008年12月，《魔法使的條件》當中主演女主角，也是第一次擔當電影女主角。

## 演藝作品

### 電影
- 《魔法使的條件》 （2008年12月20日、日活） - 主演・鈴木空
- 《毒氣風暴》 （2009年7月4日、ギャガ・コミュニケーションズ） - 飾演・渡邊美香
- 《RISE UP》 （2009年11月21日、SDP） - 主演・柳沢ルイ
- 《武士道16歲》（2010年4月24日、ゴー・シネマ） - 飾演・久野こずえ
- 《書法女孩 舞動甲子園》 （2010年5月15日、華納兄弟） - 飾演・岡崎美央
- 《貓咪計程車》（2010年6月12日、AMGエンタテインメント） - 飾演・間瀬垣瑠璃
- 《群星劃過的城鎮》（2011年4月2日、よしもとアール・アンド・シー） - 飾演・ヒロイン・一ノ瀬渚
- 《ホルモン女》（2011年、「ホルモン女」製作委員會） - 主演・坂井ひろこ
- 《莫逆家族》（2012年9月8日、東映） - 飾演・横田真琴
- 《はじまりのみち》（2013年6月1日、松竹） - 飾演・木下作代
- 《幻花之戀》（2013年7月20日、ファントム・フィルム） - 飾演・菊島ミク
- 《7days Report》（2014年2月8日、「セブンデイズリポート」製作委員會） - 飾演・ミズキ
- 《解憂雜貨店》（2017年9月23日、KADOKAWA/松竹）- 飾演・川邊映子
- 《睡著也好醒來也罷》（2018年）

### 電視劇
- 戀愛的星期日 第三回 第二十二集 搬家篇 （2007年6月2日、BS-i） - 主演・前田舞子
- 九十週年紀念特別篇「活到現在的奶奶」（2007年7月7日、BS-i） - 主演・浅野茉莉花
- 東京少女 烏賊篇「麻婆少女」（2007年9月27日、TBS） - 主演・王潔（ワンジェ）
- 東京少女 山下莉緒（2008年4月、BS-i） - 主演・山下莉緒
- 音女（朝日電視台）
  - 070 可怕的少女（2008年8月7日） - 飾演・美久（16歳新人女演員）
  - 074 巡迴的少女（2008年8月14日） - 飾演・幸絵（15歳中學3年生）
- 愛的劇場40週年紀念電視劇《love letter》（2008年11月 - 2009年2月、TBS） - 主演・田所美波（中高生時代）
- 怪談新耳袋 （BS-TBS）
  - 「前面有個可怕的臉」篇（2009年7月2日） - 主演・姫野やよい
  - 「過去的記憶」篇（2009年7月9日） - 主演・みさき
- 太宰治短編小説集「女學生」（2009年10月12日、NHK衛星第2頻道） - 主演・女學生
- 粉紅系男孩 ～秋～ 第1集（2009年10月13日、富士電視台） - 客串・山野美由紀
- Panasonic特別企劃《生命的島》（2009年11月23日、TBS） - 飾演・桜井まどか
- NHK晨間劇（NHK） 
  - 歡迎龜來 第13～15週（2010年12月26日 - 2010年1月15日） - 飾演・山田真彩
  - 小海女 第73 - 83話（2013年6月25日 - 9月5日） - 飾演・宮下步
- 貓咪計程車（2010年1月8日 - 3月26日、東名阪ネット6） - 飾演・間瀬垣瑠璃
- 震撼鮮師（2010年7月10日 - 9月18日、TBS） - 飾演・咲山エリカ
- 美女鮮師No.1 第5話（2011年2月9日、日本電視台） - 客串・生駒可菜
- 水戸黄門 第43部 第13話（2011年10月17日、TBS） - 客串・お佳世
- 開拓者們（2012年1月1日 - 22日、NHK BS Premium） - 飾演・阿部富枝
- 搖滾王子東京店（2012年1月10日 - 3月20日、關西電視台） - 飾演・ 高木奈奈
- 上鎖的房間 第3話（2012年4月30日、富士電視台） - 飾演・稲垣真理
- 幽靈媽媽搜查線 第2話（2012年7月14日、日本電視台） - 客串・小川花帆
- THE QUIZ（2012年9月1日、日本電視台） - 飾演・添川陽奈
- Resident 第1話（2012年10月18日、TBS） - 客串・山下夏希
- お先にどうぞ「大石壮、餃子を食べる。」（2012年11月25日、WOWOW）
- 原宿ネストカフェ「ネストカフェの日常」（2012年12月22日、TBS） - 飾演・由美
- 非關正義：二重定義 Yes or No?（2013年3月1日、關西電視台） - 飾演・如月クミ
- Neo Ultra Q 第8話（2013年3月2日、WOWOW） - 客串・敬子
- Horror Accidental「白い闇」（2013年3月9日、富士電視台）
- 網購王子 飯田好實（2013年4月27日 - 7月6日、名古屋電視台） - 飾演・朝倉麻世
- 庶務二課2013 第7話（2013年7月10日） - 客串・越智いずみ
- Limit 界限（2013年7月12日 - 9月27日、東京電視台） - 飾演・盛重亞梨紗
- 彼岸島（2013年10月24日 - 12月26日、MBS） - 優紀
- D-NEXT 「流星」（2013年11月20日、日本電視台） - 主演・山田詩織
- SHARK（2014年1月11日 - 29日、日本電視台） - 飾演・小松一加
- 我父親是高中生（2014年3月16日、NHK BS Premium） - 飾演・杉尾真理子
- 集合住宅的恐怖 第9話 - 第10話（2014年3月21日、富士電視台）
- SHARK〜2nd Season〜（2014年4月19日 - 7月12日）
- 劫持白銀（2014年8月2日、朝日電視台） - 飾演・瀬利千晶
- 本棚食堂（2014年8月18日 - 26日、NHK BS Premium） - 飾演・小梅
- 金田一少年之事件簿N 第7話（2014年9月6日、日本電視台） - 飾演・太川刀都
- 破門（2015年1月9日 - 3月6日、BS SKY!） - 飾演・渡辺悠紀
- 心碎了（2015年4月8日 - 6月10日、富士電視台） - 飾演・牧野江里子
- 不便的便利屋（2015年4月、東京電視台）
- 本棚食堂（2015年7月・10月、NHK BS Premium） - 飾演・小梅
- 37.5℃的眼淚 第9話 - 最終話（2015年9月10日 - 17日、TBS） - 飾演・川上翔子
- 99.9不可能的翻案 season1 第3話（2016年4月17日－6月19日、TBS）- 客串・吉田果歩
- THE LAST COP 第4話 （2016年10月29日、日本電視台）- 客串・松浦杏奈
- 帶子信兵衛2 第2話（2016年11月18日、NHK BS Premium） - 客串・おさと
- 頹敗與重生（2016年12月17日、NHK総合）
- 超能力師事務所 第8話（2017年2月23日、日本電視台）- 客串・篠崎玲奈
- 孤獨的美食家 Season6 第5話（2017年5月26日、東京電視台） - 客串・彩繪玻璃店店長 彩
- 山本周五郎時代劇 武士之魂 第5話「山茶花帖」（2017年6月6日、BS东视） - 客串・八重
- 定年女子（2017年7月9日 - 8月27日、NHK BS Premium） - 飾演・深山葵
- 伊藤君A to E 第1話 - 第4話（2017年8月14日 - 9月4日、MBS） - 飾演・宮田真樹
- 生果宅配便 （2019年1月11日 - 3月29日、TBS）- 飾演・草莓（イチゴ）
- 貴公子少年 （2019年4月28日 Abema tv）- 飾演・福原堂椿
- 獨自一人露營睡覺 第10話（2019年12月21日、東京電視台） - 客串・冬子
- 閻魔堂沙羅的推理奇譚 第3回、第4回（2020年11月14日、21日、NHK綜合） - 飾演・澤木南緒
- RISKY（2021年3月26日 - 5月7日、MBS） - 飾演・黑田美香
- 無法返鄉的隱情男人14件事 第8話（2021年5月22日、朝日放送電視台） - 客串・美樹
- 名偵探主廚 第2話（2021年6月14日、東京電視台） - 客串・原杏子
- 我想被表揚的妄想飯 第2話（2021年7月18日、大阪電視台） - 客串・櫻井響子
- 八月在夜晚的棒球打擊場 第6話（2021年8月19日、東京電視台） - 客串・元山陽子
- 旅館員工東堂克生的事件檔案～八岳度假村殺人事件～（2022年1月22日、BS-TBS） - 飾演・松岡みのり
- 全力！清潔員（2022年4月18日 - 6月20日、朝日放送電視台） - 飾演・土井ゆり菜
- 機捜235III（2022年5月16日、東京電視台）- 飾演・谷瑠璃子
- 計程車飯店 第3話（2022年6月16日、東京電視台）- 客串・メイ
- 復讐的未亡人 第2話・第3話（2022年7月22日、29日、東京電視台） - 飾演・若月エリナ
- 刑警七人 SEASON8 第5話（2022年8月10日、朝日電視台）- 客串・布川美冬
- 我的丈夫是-那個女孩的戀人-（2023年1月15日 - 4月2日、大阪電視台・BS東視） - 主演・笹野香織
- Last Man-全盲搜查官- 第3話（2023年5月7日、TBS） - 客串・篠塚真菜

### 廣告
- 摩斯漢堡 香魚堡（2006年9月 - ）
- 三井不動產販賣  （2007年4月 - 2009年3月） - 第十二代女主角
- 集英社 Margaret雜誌（2007年4月 - ）
- house食品 憂格『莉緒・mademoiselle篇』（2008年2月 - ） -
- Johnson & Johnson 隱形眼鏡（2008年3月 - ）
- CAPCOM 魔物獵人 2nd G（2008年7月 - ） - 和山本夢娜、邊見繪實理、針千本共同演出
- 横浜・八景島水族館（2008年7月 - ） - 『夏 一日篇』
- 集英社文庫 夏天的一頁（2009年6月 - ） - 和岡田将生共同擔當 2009年 夏image character
- 東京瓦斯『安全TODAY・搬家篇』（春）（2010年2月 - ）
- JP 郵便局『謝謝你 春季篇』 (2010年3月 - )
  - （郵便局・郵局銀行）『真正的目的篇』
  - （日本郵便・加油生命）『絕對要小心篇』
- Canon 高感度 HS SYSTEM（2010年11月 - ）
- ファミリーマート 「Sweets+」（2011年4月26日）
- NTTdocomo 「ドコモthanksキャンペーン」（2012年6月 - ）
- 大正製薬 ヴィックス メディケイテッド ドロップ（2012年9月 - ）
- IHI（2012年10月 - ）

### MV
- ナスカ『I LOVE YOU!』（2007年8月8日）
- GReeeeN『刹那』（2009年3月11日）
- BUMP OF CHICKEN『グッドラック』（2012年1月18日）
  - 特典『Good Luck』（2012年） - 飾演・亜紀
- 湘南乃風『雪月花』（2012年11月28日）

## 書籍

### 寫真集
- 『coming soon…持續的美好日子。』（2007年9月10日、PIE BOOKS）

### 雜誌
- 『LOVE BERRY』（2006年8月号 - 11月号、德間書店）
- 『Hana chu』（2007年4月号 - 、SHUFUNOTOMO） - 專屬模特兒
- 『CUTiE』

### 書誌
- 夏目漱石『心』（SDP Bunko）封面+彩頁
- B.L.T.『U-17 sizzleful girl』vol.2,8,10,12

## 外部連結
- 官方檔案（Stardust Promotion） （页面存档备份，存于）